# Eitarō Matsuda
Eitarō Matsuda (松田 詠太郎?, Matsuda Eitarō; Yokohama, 20 maggio 2001) è un calciatore giapponese, centrocampista degli Yokohama F·Marinos.